# Sárgacsőrű kotinga
A sárgacsőrű kotinga (Carpodectes antoniae) a madarak (Aves) osztályának a verébalakúak (Passeriformes) rendjéhez, ezen belül a kotingafélék (Cotingidae) családjához tartozó faj.

## Rendszerezése
A fajt Robert Ridgway amerikai ornitológus írta le 1884-ben.

## Előfordulása
A Csendes-óceán partvidékén, kis területen, Costa Rica és Panama nyugati részén honos. A természetes élőhelye a szubtrópusi vagy trópusi síkvidéki esőerdők és bokrosok, valamint mangroveerdők. Állandó, nem vonuló faj.

## Megjelenése
Testhossza 19,5-21 centiméter testtömege 98 gramm. A hímnek feltűnő fehér tollazat van, enyhén szürkés árnyalatú hátrésszel és enyhén kékes-szürke koronát visel. A tojó hamuszürke, de sötétebb a homloka és a koronája.

## Életmódja
Gyümölcsökkel táplálkozik.

## Természetvédelmi helyzete
Az elterjedési területe kicsi, egyedszáma hétszáz alatti és csökken. A Természetvédelmi Világszövetség Vörös listáján veszélyeztetett fajként szerepel.

## Külső hivatkozások
- Képek az interneten a fajról
- Internet Bird Collection
- Xeno-canto.org